# فيلي ميلر
فيلي ميلر (بالإنجليزية: Willie Miller)‏ (19 يناير 1910 في المملكة المتحدة - ) هو لاعب كرة قدم بريطاني في مركز مهاجم داخلي. لعب مع نادي إيفرتون ونادي بارتيك ثيسل ونادي بيرنلي ونادي ترانمير روفرز لكرة القدم ورابطة كرة القدم الاسكتلندية الحادية عشر ‏.

## وصلات خارجية
- فيلي ميلر على موقع قاعدة بيانات كرة القدم.إي يو (الإنجليزية)